# Epacmus nitidus
Epacmus nitidus är en tvåvingeart som beskrevs av Cole och Jon C. Lovett 1921. Epacmus nitidus ingår i släktet Epacmus och familjen svävflugor.
Artens utbredningsområde är Oregon. Inga underarter finns listade i Catalogue of Life.